# St. Charles (Idaho)
St. Charles è una città degli Stati Uniti d'America, situata nello Stato dell'Idaho, nella Contea di Bear Lake.